# Салаватска пещера
Салаватската (Идрисовска) пещера е разположена на територията на Уст-Катавски градски окръг, на десния бряг на река Юрюзан, там където в нея се влива река Ванковка. Издълбана е в Салаватския грабен, на 500 m нагоре по течението от село Горна Лука и близо до село Идрис (Идрисово). На 06.10.1987 скалата, заедно с пещерата в нея, са обявени за охраняем геоложки и геоморфоложки природен паметник от регионално ниво, с важно природоохранително, научно, туристическо и историко-мемориално значение.

## Входове
Пещерата носи името на Салаватския грабен, в който е формирана. Към нея водят 4 входа, които са разположени на височина от 30 до 50 m.
Първият вход е образуван на 14 метра от брега, на височина 11 m от руслото на реката. Гледа на запад и представлява правоъгълно отверстие с ширина 2,2 m и височина 4,5 m. Навътре, веднага след него, следва Входният коридор с размери 4х6 метра, хоризонтален таван и наклонен под. Следват разклонения в 3 направления. Едното е с размери 4х1х2 m, развива се на североизток и води до Горната кухина. Второто, водещо на изток, след 5 метра стига отново до Горната кухина. Трето (Гнездото) се развива на югоизток и завършва с 3 къси тупика.
Вторият вход за пещерата се намира на 11 метра от първия, надолу по течението на реката. Представлява скосена арка, широка 2,1 m и висока 1,5 m. Веднага след нея се развива Жилищната кухина. От нея, в източна посока, излизат два коридора. Единият (Логово) е във вид на клиновиден прорез, а вторият (Черният) достига до Горната кухина след 18 m.
Третият вход е разположен на 9 m на северозапад от втория. Представлява правилна арка с ширина 1,2 m и височина 1,3 m. От него започва тесен проход с височина 0,5 m, водещ към северната част на Жилищната кухина.
Четвъртият вход се намира на 8 m от третия, на 12 m от брега и на 4 m над нивото на водата. Има вид на неправилна арка с височина 0,9 m и ширина 1,5 m. От него следва нисък до 0,7 m проход, който води в дълъг и висок до 4 m коридор, който преминава през края на Жилищната кухина и след 7 m завършва в Тъмната зала.

## Описание
Пещерата е от лабиринтен тип с обща дължина на проходите 322 m и обща площ 1 ха. Представлява хоризонтална карстова кухина от коридорно-залов вид със сложна форма и разклонена система от пасажи. Образувана е в масив от палеозойски варовици от девонския период. Направлението на коридорите и кухините е главно на изток. Пещерата е издълбана от малката рекичка Каргашан, която протича по подземен канал през тесния Салаватски грабен и се влива в река Юрюзан. В нея съществуват много различни проходи, които представляват интерес за алпинистите.
В пещерата са разположени и няколко големи кухини, които имат собствени имена. Жилищната кухина е осветена от дневна светлина и е съвсем суха. Ширината ѝ е 4 m, дължината – 10 m, а височината – само 1,5 m. От нея излизат няколко къси, до 4 m тупика. От нея се преминава в най-голямата зала – Тъмната, с дължина 13 m, ширина 5 m и височина 2,5 m. Има сложна форма, с над 10 странични разклонения с дължина от 2 до 10 m. Таванът в нея е с остри издатини, а стените са от разноцветна глина. Горната кухина е с дължина 12 m, ширина 5 m и височина 1,3 m. От нея, през тесен и нисък коридор с дължина 5 m, се достига до Пясъчната кухина. Нейната ширина е 3 m, височината – 1,2 m, а дължината – 4 m.
Пещерата е издълбана във варовикова скала и е покрита с многобройни малки кухини с диаметър до 20 cm, формирани при процесите на излужване. Във всички части на пещерата се среща речен пясък. В незначителни количества, в далечния източен край на Тъмната зала, се намира т.нар. лунно мляко. Това е бяла, хомогенна, желеобразна суспензия, полепнала по стените и пода на кухината. Във входната част на пещерата могат да се видят сухи коралити. В една от каверните на южната стена на Горната кухина е намерена друза кристали от кварцит с размери 3х6 cm. Таваните в Тъмната и Горната зала са силно кородирали под въздействието на водата и по тях има многобройни остри издатини. По стените на много места се наблюдават шарки от глинести отложения с неправилна форма и биохимически произход.
В пещерата са намерени големи количества кости от животни, птици, риби и растителни останки. Открити са и фрагменти от керамични съдове, а край единия от входовете – наконечници от стрели. Находките са датирани към Ранната желязна епоха и Средновековието. Открити са и древни антропоморфни изображения, рисувани с охра.

## Микроклимат
Поради наличието на много входове, микроклиматът в началото на пещерата в голяма степен се определя от метеорологичните условия навън. Навътре, в горните кухини и коридори се наблюдават участъци с кондензирана влага, а от таваните капе вода. В тупиците влажността на въздуха достига до 100 %.

## Флора и фауна
Представителите на фауната не са много. В близост до входовете се намират големи рояци от комари, някои нощни пеперуди и паяци. В кухините навътре са отбелязани единични екземпляри от сиви полски мишки и прилепи.
В околностите на пещерата растат бор, бреза и трепетлика, а по протежение на река Юрюзан са израснали гъстълаци от елша. В подножието на високите борове, в пояса от храстовидна растителност, се развиват офика, роза, сорго, дива череша.

## Спорт
Салаватската пещера често е посещавана от спелеолозите, сред които е много популярна. С многобройните си проходи и кухини е привлекателна и за любителите-спелеолози. Особено често е посещавана при рафтинг по река Юрюзан.